# Арустамян, Давид Владимирович
Давид Владимирович Арустамян (род. 19 августа 1985, Москва) — российский боксёр, чемпион и призёр чемпионатов России, мастер спорта России международного класса. Родился и живёт в Москве. Увлёкся боксом в 9 лет. Тренируется под руководством Заслуженного тренера России Олега Меньшикова.

## Спортивные результаты
- Первенство мира — ;
- Первенство Европы — ;
- Чемпионат России по боксу 2005 года — ;
- Чемпионат России по боксу 2006 года — ;
- Чемпионат России по боксу 2009 года — ;
- Чемпионат Москвы 2013 года — ;